# BVP M80
Il BVP M80 è un mezzo da combattimento per la fanteria meccanizzata (IFV) sviluppato in Jugoslavia negli anni ottanta, in alternativa al BMP-1, anch'esso in uso ma con piccoli quantitativi in servizio.
Ha una configurazione intermedia tra il BMP-1 e l'AMX-10P francese, sia nella meccanica che nell'armamento, basato su di una mitragliera di piccolo calibro e anche su missili C/C.
Lo sviluppo del mezzo è stato reso necessario dal fatto che il blindato M-60, utilizzato dagli anni sessanta, era assai limitato nelle sue prestazioni complessive, e i nuovi IFV che stavano apparendo si dimostrarono una fonte di ispirazione per un nuovo disegno.

Le ruote sono simili a quelle del carro leggero PT-76, il motore venne preso da un modello francese, e la struttura venne derivata largamente da quella del BMP. Il prototipo apparve nel 1975.

## Tecnica
La configurazione del veicolo M-980 originario prevede un motore diesel anteriore, con il pilota a lato, e dietro il capocarro. La torre è al centro del mezzo, più arretrata che nel BMP, e dietro vi è il comparto truppe. Il mezzo ha sistemi di visione notturna ed è anfibio.
Le corazze sono meno inclinate che nei due mezzi francese e sovietico, e per questo hanno spessore maggiore per raggiungere la stessa protezione complessiva. Lo scafo è più corto di quello del BMP, altrettanto largo e più alto. Il mezzo ha un motore francese, che poi è lo stesso dell'AMX-10P.
Rispetto al BMP-1, il M80 è un mezzo per molti aspetti migliore. Esso ha infatti un cannone da 20mm al posto del 73 a bassa pressione, con una precisione molto maggiore anche se meno letale. Inoltre ha un'elevazione di circa 70 gradi e così esso garantisce un tiro utile contro aerei e obiettivi ad alte angolazioni. I missili AT-3 Sagger hanno 2 esemplari pronti al lancio, sebbene in posizione pericolosamente ravvicinata (nel senso che potrebbe esserci un'esplosione di entrambi se uno dei 2 viene colpito) sopra la canna del cannone, e così si evita la rischiosa e lunga operazione di ricarica ogni volta che un missile è sparato.
La torretta è ancora di tipo monoposto, e nell'insieme il M-980 è una macchina da guerra che somiglia abbastanza al BMP-2, sia pure con le tecnologie disponibili per gli jugoslavi. Le munizioni da 20mm sono anche meno pericolose ed ingombranti nel vano di combattimento, così da essere un intralcio minore per i fanti e per la sicurezza in caso di colpi a bordo. È molto probabile che gli interni del veicolo, con un armamento relativamente ridotto ed adatto ad un veicolo tanto leggero, una torretta monoposto e uno scafo molto più alto, offrano più spazio alla squadra trasportata di quanto accada al più angusto e armato BMP-1, e anche al BMP-2, che ha un cannone da 30mm e una torre biposto. Nei limiti di un mezzo da 14 tonnellate, è un buon veicolo.
Verosimilmente, esso è quello che avrebbe dovuto essere il BMP-1 se si fosse accettata la limitazione di gittata minima dei missili Sagger (per coprire le distanze più ridotte è stato così adottato il cannone da 73mm, derivato dall'SPG-9), e una protezione meno legata all'inclinazione delle piastre (veicolo più basso, meno volume interno).

## Sviluppi
Dopo la produzione di centinaia di mezzi, essi sono stati impiegati largamente nella tragica guerra civile iniziata nel 1991. La loro corazzatura si è rivelata ovviamente vulnerabile alle armi specificamente anticarro, ma se non altro con minori possibilità di esplosione se penetrato.
Un modello successivo, il M80A, ha una serie di piccoli miglioramenti, quale un motore di produzione nazionale da 315 CV. Altre versioni hanno visto potenziamenti come il M80VKA con l'aggiunta di una mitragliatrice da 30mm, e l'aggiunta di missili anticarro o cannoni antiaerei (2 da 30 mm).